# Les Comes (Talarn)
Les Comes és una partida agrícola formada per una extensa coma del terme municipal de Talarn, del Pallars Jussà.
Està situada a l'oes-nord-oest de Palau de Noguera, població que actualment pertany al terme de Tremp. Té al seu nord-oest la partida de les Ametlles.